# Carl Christian Hochstetter
Carl Christian Friedrich Hochstetter (* 11. März 1818 in Brünn; † 22. November 1880 in Wien) war ein deutsch-österreichischer Chemiker, Unternehmer und Botaniker. 
Sein botanisches Autorenkürzel lautet „K.Hochst.“

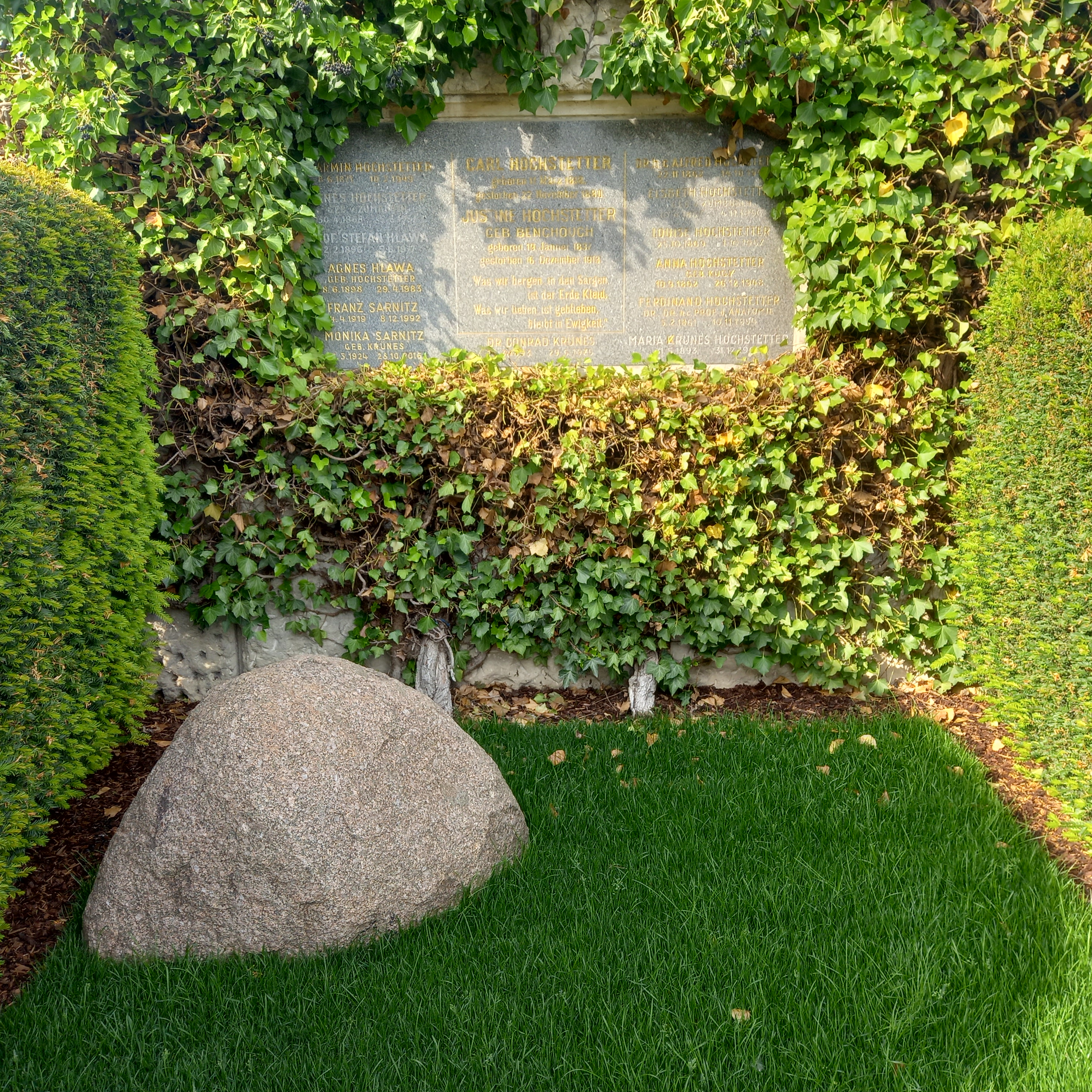
Das Grab von Carl Christian Hochstetter und seiner Ehefrau Justine geborene Bengough auf dem Grinzinger Friedhof in Wien

## Leben
Seine Eltern waren Christian Ferdinand Friedrich Hochstetter und Karoline Leidenfrost (1797–1818).
Nach der Schulzeit absolvierte Hochstetter zunächst eine Apothekerausbildung in Reutlingen. Gemeinsam mit dem Berner Apotheker Heinrich Joseph Guthnick (1800–1880) und dem Schweizer Mineralogen Rudolf Gygax trat er 1838 als 20-Jähriger im Auftrag des von seinem Vater gegründeten württembergischen Reisevereins eine dreimonatige naturwissenschaftliche Exkursion auf die Azoren an. Hochstetter brachte eine Sammlung von circa 400 Pflanzenarten mit zurück, darunter 34 für die Wissenschaft neue Arten. Die botanischen Ergebnisse wurden vorwiegend von Moritz Seubert veröffentlicht.
Zurück in seiner Heimat sammelte Hochstetter berufliche Erfahrungen in den Fürstlich Salmschen Eisenwerken in Blansko unter Karl Freiherr von Reichenbach, dann in der Zuckerfabrik in Ikervar im Komitat Eisenburg und in der Zuckerfabrik Altshausen (Oberschwaben). 1841 ging er seinem Interesse für Mineralogie und Chemie folgend zum Studium an die Universität Berlin. 1842 entdeckte er das Mineral Hydrotalkit, dass bis heute zur Behandlung von Sodbrennen Verwendung findet.
1843 gründete er mit Unterstützung seines Onkels, des Tuchfabrikanten Karl von Offermann, in Brünn eine Blutlaugensalzfabrik. Zusammen mit Josef von Miller zu Aichholz wurde 1850 die „Erste österreichische Sodafabrik“ in   Hruschau gegründet. 
1866 übersiedelte Hochstetter nach Wien. Er beteiligte sich an der Freiheitsauer Zuckerfabrik, der Portlandzementfabrik zu Perlmoos, deren Präsident er bis zu seinem Tode war, der Wiener Locomotivfabriks-AG zu Floridsdorf sowie einer Petroleum- und Paraffinfabrik in Floridsdorf. 
1862 war er Landtagsabgeordneter im Schlesischen Landtag zu Troppau und seit 1867 Kammerrat der Wiener Handelskammer.
Er wurde am Grinzinger Friedhof bestattet.

## Familie
Seit 1848 war Hochstetter mit Franziska („Fanny“) Veronika Schickardt (1824–1852) verheiratet, mit der er einen Sohn und eine Tochter hatte. Wenige Jahre nach Fannys Tod heiratete er Justine Bengough (1837–1913). Mit ihr hatte er neun Kinder, darunter Ferdinand Hochstetter (1861–1954).
Ferdinand von Hochstetter und Wilhelm Christian Hochstetter waren seine Halbbrüder.